# ウカイ
ウカイ・カルジャ（モンゴル語: Uqai Qalǰa、生没年不詳）は、13世紀初頭にモンゴル帝国に仕えたジャライル部族出身の千人隊長の一人。
『集史』などのペルシア語史料ではاوقای قالج(ūqāī qālja)と記され、カラジュ/قاراجو(qarājū)という兄弟とともに一つの千人隊を治めていた。

## 概要
ウカイの属するジャライル部族はかつて独立したウルスであったが、チンギス・カンの遠祖のカイドゥによって征服されたことによってジャライル人はモンゴル部に仕える「譜代家人」とされていた。『集史』「ジャライル部族志」ではウカイ、カラジュ兄弟の家系が代々チンギス・カン家の「譜代家人」であったことが強調されており、ウカイ自身もチンギス・カンの父のイェスゲイから羊などの家産の管理を任されていたことを誇りとしていた。
ウカイの事蹟についてはほとんど知られていないが、その息子のサバについては次のような逸話が残されている。チンギス・カンの勢力が未だ弱小であったころ、父祖以来の仇敵のメルキト部の奇襲を受けて妻のボルテを奪われてしまう事件が起こった。チンギス・カンはかつて父と同盟関係にあったケレイト部のオン・カンに協力を求め、オン・カンの尽力によってボルテはオン・カンの下に返還されたが、この時ボルテを迎えに派遣されたのがサバであった。オン・カンの御前でサバはボルテと合流したが、その帰路で妊娠していたボルテはジョチを出産した。道中は悪路で泊まる所もなく、また揺りかごの用意もなかったため、サバは粉で練り物を作ってジョチをくるみ、更に自分の裾に包んで無事チンギス・カンの下に送り届けたという。
1206年にモンゴル帝国が建国されると、チンギス・カンはウカイ、カラジュ兄弟をノコル（御家人）として取り立てようとしたが、兄弟は「我々は汝の父のイェスゲイより羊を管理するよう訓戒を受けた」と述べてこれを辞退し、千人隊長として引き続きチンギス・カン家の羊群を管理することを望んだという。また、『集史』「クビライ・カアン紀」によるとウカイ率いる千人隊はウダチ率いる「森のウリヤンカン」千人隊とともにブルカン・カルドゥンのチンギス・カン家の御陵の守護を任務としていたという。

## 子孫
前述したようにウカイにはサバという息子がおり、その孫のサルタクはフレグ・ウルス第4代君主アルグンのオルド長を務めていた。サルタクにはカチャルというむすことアーディル・シャー・カトンという娘がおり、後者は第8代君主オルジェイトゥに嫁いでスレイマン・シャーという息子を産んだことが記録されている。
また、『集史』「クビライ・カアン紀」第3部（事実上のアリクブケ本紀）にはアリクブケの末子のメリク・テムルの御家人にウカイの末裔のチャンギ・キュレゲンがいたと記されている。キュレゲン（婿）を称しているということはチンギス・カン家の女性を娶っているということであり、この場合アリクブケ家の女性と婚姻していたのではないかと考えられている。メリク・テムルらがシリギの乱を起こした時、チャンギ率いるジャライル千人隊の大部分は主君メリク・テムルに従って叛乱軍に加わり、後にカイドゥ・ウルスに合流したと記録されている。
1290年（至元27年）にクムル（ハミ）地方を襲撃し、大元ウルスに属するチュベイ・バイダカンらチャガタイ系諸王と戦った「章吉（ジャンギ）」なる人物は、チャンギ・キュレゲンと同一人物ではないかと考えられている。